# 京都

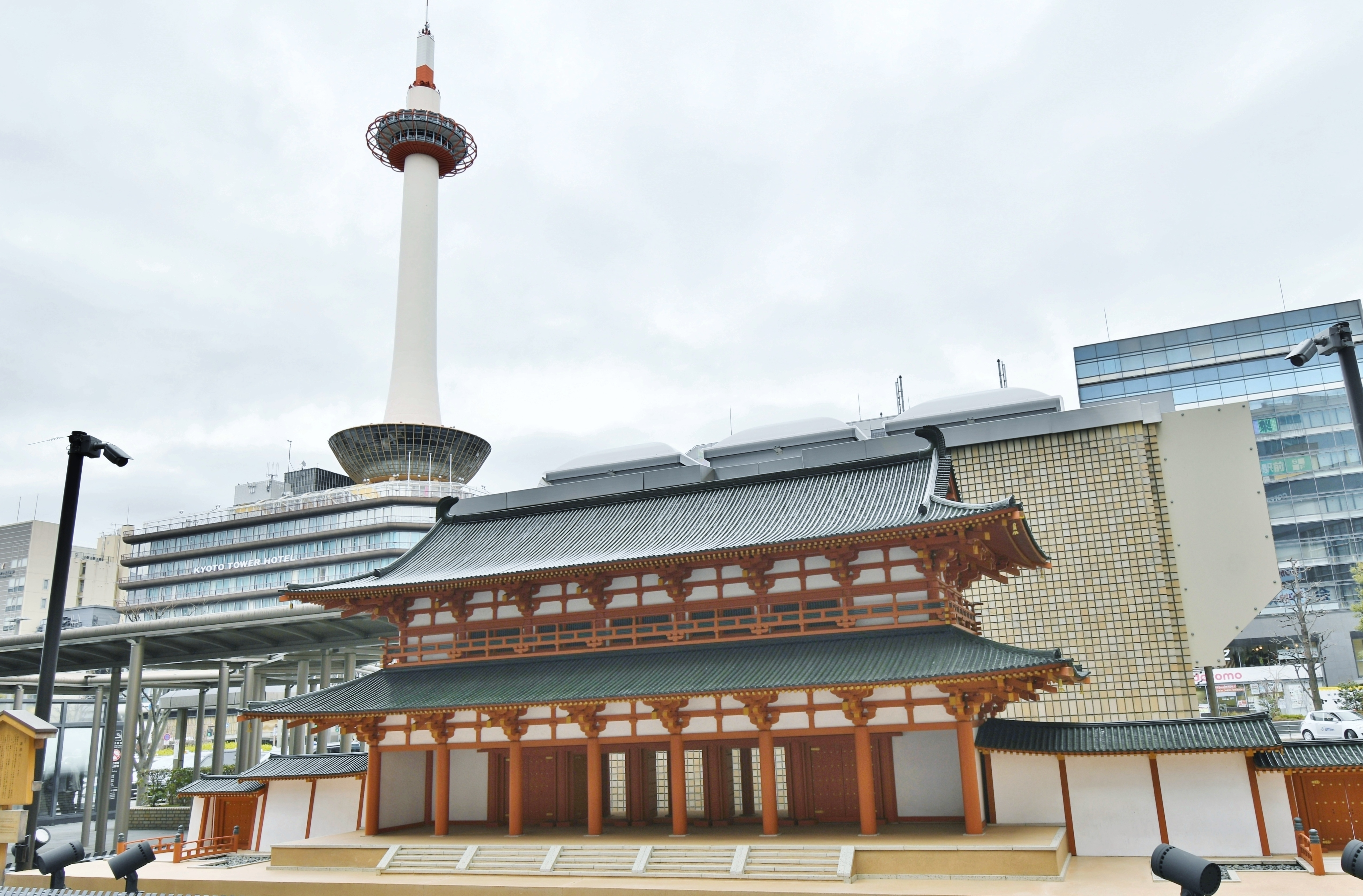
新旧京都の象徴
（平安京羅城門模型と京都タワー）

京都（きょうと、みやこ、きょうのみやこ、英: Kyoto）は、日本の地名、都市。794年以降日本の首都である平安京が位置し、都もしくは京などとも呼ばれていた。古くから日本の政治・文化の中心地として栄え、金閣寺や清水寺をはじめとする文化財が多く残る地域である。
現在京都といえば、広義では京都府を、狭義ではその府庁所在地たる自治体の京都市、もしくはその中心部の洛内を指す。

## 名称

### 「京都」の語の由来
東アジアでは古来、歴史的に「天子様の住む都」「首都」を意味する普通名詞として京（きょう）、京師（けいし）が多く使用されていた。西晋時代に世宗の諱である「師」の文字を避けて京都（けいと）というようになり、以後は京、京師、京都などの呼び名が用いられた。
日本でも飛鳥京や恭仁京などが「京都」とも呼ばれた。平安京を指して日本の文献で「京都」の語が固有名詞として使われる初出（学術的に存在が確認されている最古の文献）は、永延2年（988年）の『尾張国郡司百姓等解』であるが、これ以後あまり用いられることはなく、平安時代末期に固有名詞として定着し、鎌倉時代初頭にかけてその使用の頻度が増す。なお平安京は造都当時は「北京」とも呼ばれた。（なおこう呼ぶ場合、奈良の平城京のことを対比的に「南京」と呼んでおり、以後長らく奈良の代名詞としては「南都」が多用された。）
つまり、造都当時は平安京の普段の呼び方が定まっていなかったのである。平安京を「京都」と呼ぶことが定着したのは平安時代後期からで、「京」や「京師」という呼び名も併用されていた。その後、次第に「京の都」（きょうのみやこ）、「京」（きょう）、「京都」（きょうと）などが平安京を指すための固有名詞のようになり定着していった。
なお、「京」の異体字（俗字）である「亰」の字は、
日本でも「京」と同様に古くから用いられ、正倉院蔵の『雑集』には聖武天皇の筆による「平城亰」の用字が見える。大阪では、生國魂神社の北門近くに天保15年冬10月の建立の「右亰道」の石碑がある。京都での用例としては、京都大学東南アジア研究センターの煉瓦造りの壁面に「亰都織物會社」の石板が嵌めこまれている。

### 「長安」「洛陽」「洛」という呼び方

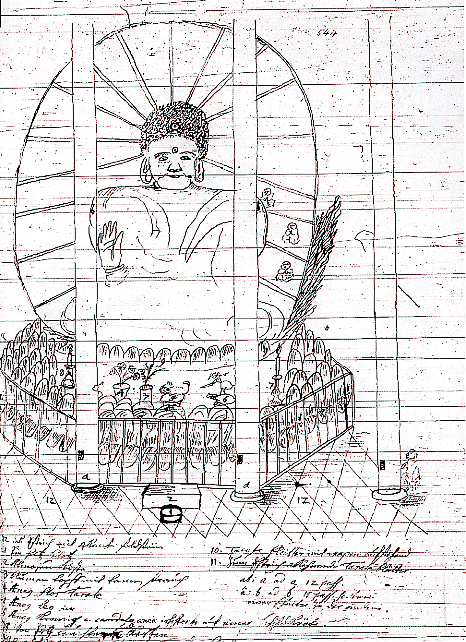
かつて京都に存在し、日本一の高さを誇っていた方広寺大仏（京の大仏）のスケッチ。方広寺大仏は洛陽大仏・洛東大仏とも称されていた。

平安京（京都）は、古く詩文において中国王朝の都に因み洛陽、長安などとも呼ばれた。一説に、平安京を東西に分割し、西側（右京）を「長安」、東側（左京）を「洛陽」と呼んだという。これらの呼び名が定着した時期は明らかになっていない。また、命名の記録もなく、これら「長安」「洛陽」が正式名称であったとは考えられず、文学上の雅称であったとの指摘がある。「長安城」という呼び方は平安中期で一旦姿を消し、再び現れるのは鎌倉末期以降、『拾芥抄』において洞院公賢が「東京号洛陽城、西京号長安城」と付記して以降のことである。ところが、右京すなわち「長安」側は湿地帯が多かったことなどから程なく廃れ、市街地は実質的に左京すなわち「洛陽」だけとなった。このため、「洛陽」とはすなわち京都を指す言葉になり、その一字を採って「洛」だけでも京都を意味することになったとされる。「本朝文粋」に収められた源順（911 - 983）が書いた漢詩に平安京を指して「洛城」と呼ぶ例が見られる。これをもってして「洛」の一字をもって京都を表す慣習は早くから成立していたと考えられる。一説に、平安初期の文学に現れる洛陽、長安はそれぞれ左京、右京を指しているとは考えられず、ともに都全体を指していると考えられるところから、長安とも洛陽とも呼んでいたものが、のちに「洛陽」のみが使われるようになったと考えられるという。京域内を「洛中」と呼び、京域縁辺を「洛外」、京都以外から京都へ行くことを上洛と呼んだ。特殊な例ではあるが「下洛」という呼びかたも平家物語に見られる。これは山法師が京中を侵すことを指した。
「洛陽」という呼び方は現在でも私立洛陽総合高等学校といった固有名詞に残る。
「洛」のほうに関しては、現在でも京都に行くあるいは来ること、すなわち京都入りを「入洛」ということがある。
また今日の「洛南」「洛北」「洛西」「洛東」などといった表現はいずれも、京の外側の南・北・西・東を指す表現にすぎないが、これらの表現も京のことを「洛」の字で指すことで成立している。

## 歴史

### 平安遷都

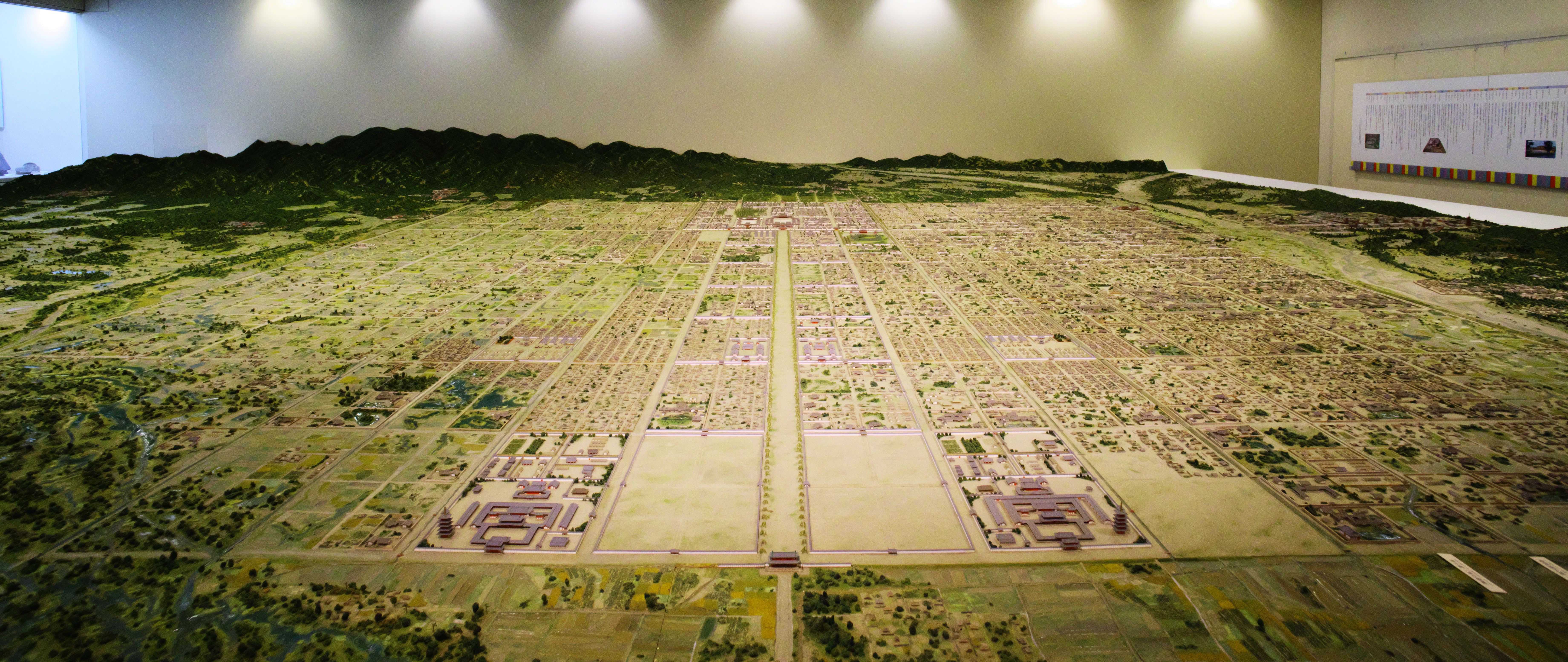
平安京復元模型（京都市平安京創生館で撮影）

京都は桓武天皇が784年の長岡京に続いて、794年平安京に遷都したことに始まる千年の都である。京都に都が移された理由は諸説ある。例えば、長岡京の建設責任者であった藤原種継が暗殺されたことや、長岡京が桂川や小畑川氾濫によりしばしば水害に遭ったからとする説、長岡京での早良親王怨霊説などである。
平安京は中国の風水に適う地（「四神相応の地」）として撰地されたとの伝えがあり、南に開け、他の三方を山に囲まれ、東に鴨川が、西に桂川が蛇行しながら南へと流れている。
京域は、東西約4.5km、南北約5.2kmの長方形で、内部は正方形の街区をもっていた。これら街区は、平城京では街路の中心線を基準としていたため街路の幅の違いによって宅地面積の広狭差が生まれたが、平安京では街路の幅を除いて形成されたため、場所による宅地の広狭が生まれることはなかった。本来なら羅城を巡らすべきであったが、羅城門の両側のみ羅城風の塀を設けた。南北は北辺の一条大路から九条大路まで、東西は東京極大路から西京極大路まで、皇居と官庁街を含む大内裏は一条大路と二条大路の間、（東）大宮大路と西大宮大路の間に設けられた。現在の千本通が当時の南北の中心街路である朱雀大路にあたり、真北には造都の基準となったとされる船岡山が位置していた。また、大内裏のすぐ南には禁苑である「神泉苑」が設けられ貴顕の遊びの場となるとともに干ばつに際しては雨乞いの場となった。この池は太古に京都盆地に広がっていた「古京都湖（古山城湖）」の名残とされる。平城京で寺院の政治介入が甚だしく悪弊をもたらせたため、京域内の新設寺院は官寺である東寺と西寺に限られた。造都に際して鴨川や高野川の付け替えが行われたとされるが（「鴨川つけかえ説」）、異論もある。
建設開始から12年後の805年に、民苦を理由として新京造営を司る造宮職（ぞうぐうしき）が廃止され、計画された右京区の約半分が未完成のまま、平安京の建設は終了した。近年の研究では、平安京は歴史の教科書の図面のように整然とした都市ではなく、左京に偏った都市になっていたと考えられている。
平安時代の律令制の形骸化にともなって次第に本来の領域にとらわれない、鴨川と大内裏・御所を中心とする都市になり、経済的に発展していった。平安中末期には東山山麓に法性寺、鴨川左岸に六勝寺、鳥羽に貴族の別荘が建てられた。特に六波羅には当時隆盛を極めていた平氏一門の屋敷が軒を連ねた。

### 鎌倉幕府による六波羅探題の設置
鎌倉時代にも京都の朝廷は政治機能を発揮していたが、東国支配を強めていた鎌倉殿に1185年守護・地頭の設置を認め、鎌倉幕府が全国支配を強めたため、京都は相対的に経済都市としての性格を強めた。承久の乱を契機に鎌倉幕府は平家の本拠地跡の六波羅に六波羅探題を設置して、公家勢力の監視を行う。鎌倉時代末期に足利尊氏が六波羅探題を滅ぼし、幕府滅亡後には京で後醍醐天皇による建武の新政が行われた。その後新政から離反した尊氏が北朝を立て、南北朝時代となると、京都争奪戦が何度も行われる（南北朝分裂以後、南朝による京都占領は4度行われたが、いずれも短期間で足利軍に撃退されている）。

### 室町幕府の設置

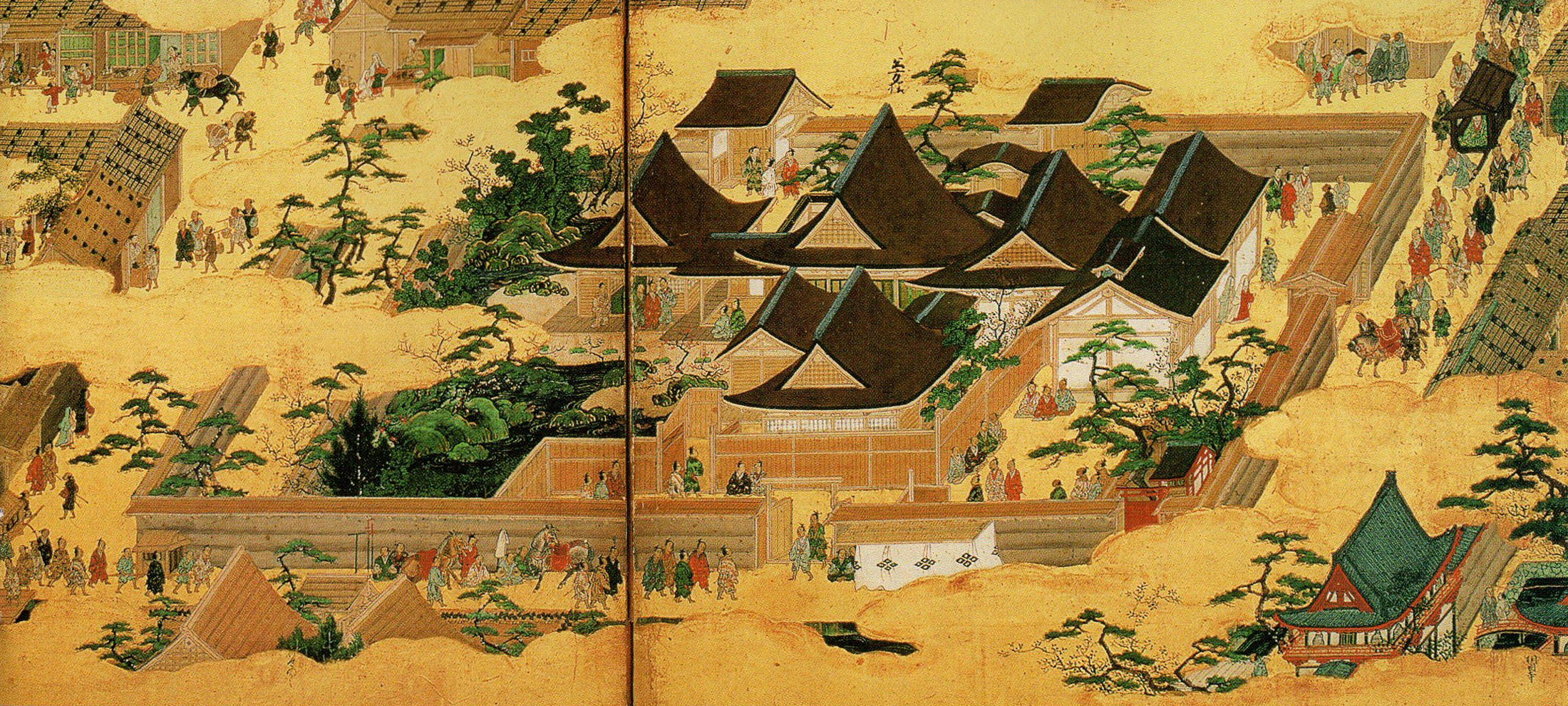
花の御所（洛中洛外図）

南朝が衰微して室町時代になると京には室町幕府が置かれたために政治都市として復活する一方で経済発展を遂げ、町衆と呼ばれる有力市民による自治の伝統が生まれた。京内には武家の屋敷は建てないとするそれまでの慣習に反して足利尊氏が御池高倉辺に屋敷を構えると、以後次々と武家は市中に進出した。足利義満は北小路室町（上京区）に花の御所と呼ばれる邸宅を建造し、応仁の乱で焼失するまで将軍家の在所となり、足利将軍は在所から「室町殿」と呼ばれた。現在の小京都の起源は、当時の京都の街づくりの導入にたどれるともいわれる。

### 戦国時代・安土桃山時代

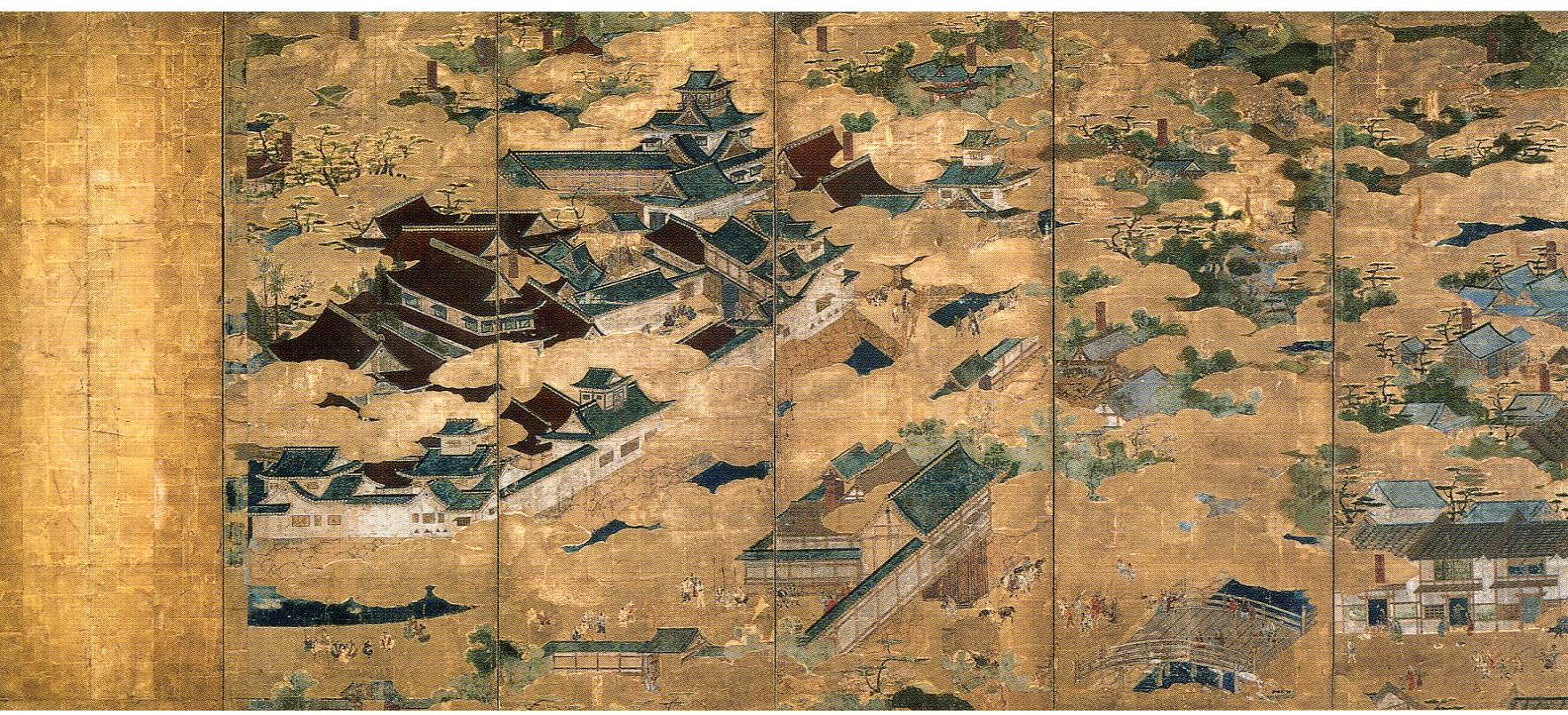
聚楽第

戦国時代の端緒となる応仁の乱で市街、特に北側の大半が焼失し、荒廃。その後も天文法華の乱などたびたび戦乱に巻き込まれた。この頃、京都は上京と下京に分かれ、それぞれ「構」によって囲まれていた。その間は畑になっていたといわれ、室町通でかろうじてつながっていた。
中世史家の瀬田勝哉は、応仁の乱以前の京都は激しい人口の増加によって絶えず膨張し輪郭と構造が掴みにくいが、応仁の乱を境として都市の枠組みが明確になり、内と外がはっきりとした都市となったと述べている。
この後、織田信長、豊臣秀吉の保護と町衆の力により復興した。特に、秀吉の都市改造は大規模なもので、巨大な環状の御土居（おどい）の築造による、戦乱によって領域が曖昧になっていた京都の内側と外側（洛中、洛外）の確定（線引き）、聚楽第と武家町の建設、内裏の修理と公家町の建設、御土居の構築、洛中に散在していた寺をあつめた寺町や寺之内の建設などを行い、現在でもしばしばその都市構造を確認することができる（→天正の地割）。天正19年、秀吉は伏見の指月に隠居したが、文禄4年関白位を引き継いだ豊臣秀次が切腹すると、政治の中心は完全に伏見に移った。秀吉の没後も徳川家康が伏見城に入り伏見は引き続き政治の中心地であった。また、この時代を中心に栄えた文化を桃山文化と呼ぶが、桃山の名称は江戸時代になって廃城された伏見城の跡地に桃の木が植えられ、安永9年『伏見鑑』が発行された頃から「桃山」と呼ばれるようになったことから名付けられたものである。

### 江戸幕府の設置

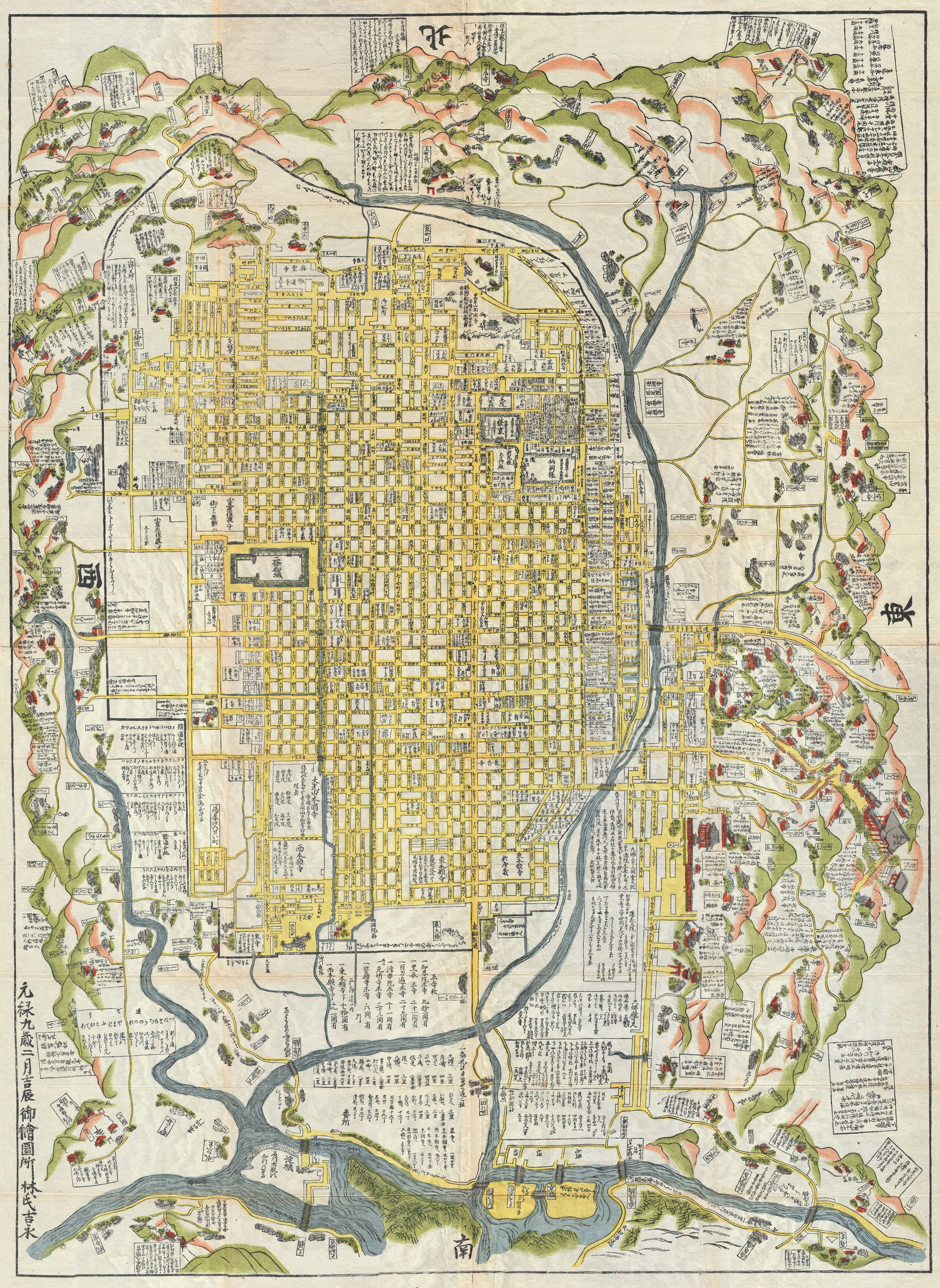
1696年の地図

関ヶ原合戦後、1603年3月24日（慶長8年2月12日）に徳川家康が伏見城にて征夷大将軍に任官される。以後三代徳川家光まで伏見城で将軍宣下式を行っている。江戸幕府が誕生すると政治の中枢は徐々に伏見から江戸に移ったものの、こうした政都の移動にもかかわらず京都は国都であることに変わりはなく、徳川政権は、幕府の京都の拠点として二条城を築き、京都所司代・京都町奉行を設置して直轄下に置いた。以後京都は文・工芸の中心地として人口が50万人を超え、最大都市の江戸や、天下の台所大坂に次ぐ都市として繁栄した。各藩も京都に藩邸を構え対朝廷及び各藩間の外交を行ったため、京都は独特の地位を有したが、幕府はこのことを好まず例えば西国大名が参勤交代の際、京都に入ることを禁じた。政情が不安定になった幕末は政治が再び京都を中心に動き、幕府は京都守護職を置いて、その下で新撰組や見廻組が倒幕派の摘発を担った。

### 東京への首都移転から現在まで

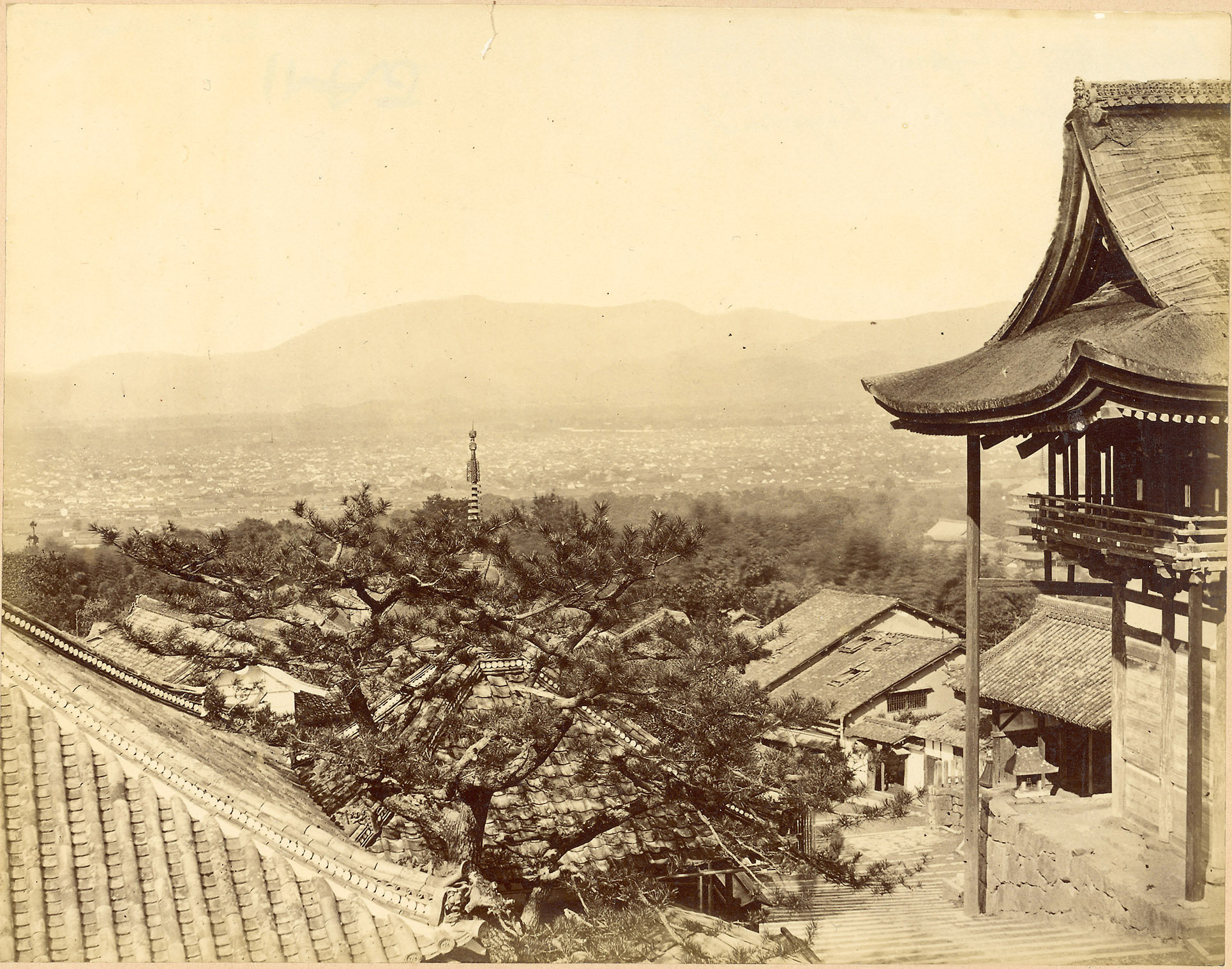
京都と清水寺（1870年代）

1867年11月9日（慶応3年10月14日）の大政奉還により、統治権が幕府から京都の朝廷に返上されて新政府が誕生した。しかし、大久保利通が1868年2月10日（慶応4年1月17日）に明治天皇の大坂行幸（大坂親征）を提案し、2月16日（1月23日）に大坂遷都を建白した。
大坂行幸中の5月3日（4月11日）に江戸開城が成り、前島密が唱えた江戸遷都論によって大坂遷都は立ち消えとなったが、9月3日（7月17日）に「江戸ヲ称シテ東京ト為スノ詔書」が発せられ、東京奠都が既定路線となった。
1869年5月9日（明治2年3月28日）に東京へ入った二度目の東京行幸では太政官（政府）も東京へ移された。京都には留守官が置かれたが、留守官は1871年10月7日（明治4年8月23日）に廃止された。
平安遷都以来、天皇の京都への移動は「還幸」であったが、明治天皇は西国・九州巡幸の一環で1872年7月5日（明治5年5月30日）に京都へ「行幸」した。大和・京都巡幸の一環で1877年（明治10年）1月28日に京都へ「行幸」した際、大内（御所）の保存を命じたとされ、京都御苑が整備されることになった。
（なお江戸のことを東のほうにある京という意味の「東京」と改称する構想は江戸時代後期の経世家である佐藤信淵が文政6年（1823年）に著した『混同秘策』にすでに現れていて、佐藤は、日本が世界に躍り出るためにはそもそも日本の守りを強固にする必要があるので都は江戸に移し、江戸を「東京」と呼び、大阪を「西京」と呼び、東京・西京・京都の三京にする、という構想を記した。つまり佐藤の構想は京都は従来どおり「京都」と呼び続け、大阪のことを「西京」、江戸を「東京」と呼ぶものであった。この段階で、都を、つまり首都を、東に移す計画があったわけである。佐藤の書を読み影響を受けた大久保利通が江戸を東京と改称することを明治天皇に建言したという。なお「西京」という名称については明治以降に実際に起きたことは佐藤の構想とは異なり、大阪ではなくて京都を「西京（さいきょう）」と呼ぶ風潮が京都で広まり、例えば第二次大戦後に新制大学として発足した京都府立大学は最初「西京大学」と称した。）
地方行政では1868年1月9日（慶応3年12月15日）に京都市中取締所が設置され、3月26日（慶応4年3月3日）に京都裁判所と改称、6月19日（閏4月29日）に京都府と改称された。1879年（明治12年）4月10日に京都府における郡区町村編制法の施行により、上京区と下京区の2区が置かれた。1889年（明治22年）4月1日の市制施行により京都市が発足したが、東京・京都・大阪の三市を対象とする市制特例により、上京区・下京区を存置したまま京都府管轄下に置かれた。1898年（明治31年）9月30日限りで市制特例は廃止され、10月1日に一般市と同等の市制が施行された。1956年（昭和31年）9月1日に政令指定都市へ移行し、現在に至る。
現在の京都府は、江戸時代までの令制国の区分では、平安京が含まれている山城国のほかに丹後国と丹波国の一部を含む。京都市は、京と別の都市だった伏見市や旧丹波国に位置する京北地域などに市域が広っている。

## 市街路の変遷
793年（延暦12年）平安京が新しい都に選ばれ、その翌年の794年に長岡京から遷都されたときは、東西約4.5 kmのあいだに33本の通り、南北5.2 kmのあいだに39本の通りが通されて、碁盤の目状に整然と区画された。平安京の町並みは、室町時代に勃発した南北朝の戦い（1336年 - 1392年ごろ）や応仁の乱（1467年 - 1477年）で幾度も焼失して荒廃した。その復興の際に市街路を狭くして、それまで市街路があったところに家屋が建てられたりしたもしたが、市街路のどこの場所を狭くするかは京都市街の場所によってまちまちであったため、道幅の広い所や狭い所があったり、まっすぐになっていない道が出来たりもした。しだいに市街路に面したところに商店が軒を連ねるようになって土地が不足するようになっていったが、市街路で区画された土地の中央部分は空き地になっていた。京都の土地不足は、桃山時代の豊臣秀吉によって、各区画の中央部で空き地になっている土地を有効利用して土地不足を解消するために、南北方向に道路が5本増やされた。これが功を奏し、さらに京都の人々の手によって南北方向の道路が増やし続けられた。このため、現在の京都市街地の通りは碁盤の目状ではなくなっており、東西方向の通りと比較して、南北方向の通りの方が数が多く、間隔は狭く並んでおり、街路に囲われた土地区画も長方形になっているところが多い。

## 都市災害と文化財
京都市内には活断層の存在が確認され、歴史的にも大きな被害をもたらしている。また、応仁の乱・禁門の変などの戦乱、太郎焼亡・団栗焼けなどの大火が発生し、太平洋戦争下でも東京や大阪などに比べて被害は小さかったものの空襲の対象となっている。
ところで、現在京都市内には、多くの木造建築物や仏像などの文化財が数多く現存しているが、その理由として、これらの文化財は昭和初期までほとんどが住宅地の外にあり、幾たびかの市街地からの延焼をまぬがれてきたから存在するとの研究結果が認知されつつある。
ところが、近時住宅地にのみこまれた文化財は、地震などによる大火で失われる確率が過去に無いほど高くなり「非常に危険な状態にある」と危惧する声が有識者の中から上がっている。また、それら文化財自体の地震などへの耐震性についても、現在の基準で判断すると問題のある建物も相当数あるが、解体修理は世紀単位で一度しかできない上に莫大な費用を要する。

## 学校
日本における最初の学区制小学校は、国の学校制度創設（1872年）に先立ち、地区単位である番組ごとに1869年に創設された64校の京都の番組小学校である。これらの小学校のうち多くは統廃合されたが、22校は現在も残っている。教育機関としての機能だけでなく、役所・警察・消防・保健所などの機能も併せ持っていた。現在でも、番組小学校の学区は元学区と呼ばれ、自治会組織の単位となっている。

## 京都の観光
京都は世界的な観光地である。
観光で訪れる場所としての魅力を評価するために米国の有力旅行誌の『トラベル＋レジャー』誌（Travel + Leisure）が行った読者の投票による評価で順位づけをした「世界のベスト都市トップ25　2021年」によると、京都は世界で第5位にランクインした。
（なお1位サン・ミゲル・デ・アジェンデ（メキシコ）、2位 ウダイプル（インド）、3位 イスタンブール（トルコ）、4位 ウブド（インドネシア） 5位 京都という順であり、京都はイタリアのフィレンツェやメキシコのメキシコシティよりも上位だと評価された。）
1989年（平成元年）に京都市が（おそらく日本人を対象に）おこなった調査によると、京都を訪問した理由は次のようになっていた。
1位 「気持ちが京都にひかれた」（26.2%）
2位 「季節がら」（20.6%）
3位 「ひまがあったから」 （15.4%）
具体的な場所、神社仏閣など
京都・観光文化検定
京都に関する知識を検定する試験として京都商工会議所の主催により京都・観光文化検定が2004年から実施されている。通称は京都検定である。